# Жеруха грецька
{{#ifeq:0|0|{{#if:Cardamine graeca|{{#if:|[[]}}|[[]]}}}}
Жеруха грецька (Cardamine graeca) — вид рослин з родини капустяних (Brassicaceae), поширений у південній частині Європи від Італії до Криму та в середземноморській Азії.

## Опис
Однорічна трав'яниста рослина 5–20 см заввишки. Пелюстки ≈ 6 мм довжиною. Стручки прямостійні, ланцетно-лінійні, 3.5–4.5 см завдовжки і 3–4 мм завширшки, до обох кінців загострені, носик стручка 4–6 мм довжиною, з боків вузько-крилатий. Листки пірчасті з пірчасто-розсіченими сегментами й заокругленими лопатями. Пелюстки білі.
Цвіте у квітні–травні. Плодоносить у червні–липні.

## Поширення
Поширений у південній частині Європи від Італії до Криму та в середземноморській Азії (Туреччина, Кіпр, Ліван, Сирія).
В Україні вид зростає на затінених скелях, у лісах в Закарпатській області (Рахівський р-н, с. Ділове, Тячівський р-н, с. В. Уголька) і в Кримській обл. (Байдарські ворота, долина Ласпі, Ялтинська міськрада, смт Масандра, м. Ялта).

## Загрози й охорона
Стенотопність, низька конкурентна спроможність, руйнування природних місць зростання, рекреаційне навантаження.
Занесений до Червоної книги Україні в статусі «Вразливий». Вирощують в Нікітському ботанічному саду.